# FeliCa
FeliCa – system bezdotykowych kart w systemie RFID zaprojektowany przez  firmę Sony, stosowany głównie w mikropłatnościach.  Po raz pierwszy technologia ta została wykorzystana przy Octopus card  w Hongkongu.  Technologia ta wykorzystywana jest również na szeroką skalę w Singapurze oraz Japonii.

## Technologia
Technologia bezpieczeństwa systemu Felica została opracowana tak, że system każdorazowo dynamicznie generuje klucz autoryzacyjny.
Karty zasilane są „z zewnątrz” – tak więc nie potrzebują zainstalowanej baterii. Zasięg działania takiej karty to ok. 10 cm.